# Bocksbärte
Bocksbärte (Tragopogon) sind eine Pflanzengattung in der Unterfamilie der Cichorioideae innerhalb der Familie der Korbblütler (Asteraceae). Sie besiedeln Areale in weiten Teilen Eurasiens und in Nordafrika. Einige Arten sind weltweit anzutreffende invasive Pflanzen und manche werden als Wildgemüse genutzt (Wiesen-Bocksbart) und angebaut (Haferwurzel).

## Beschreibung

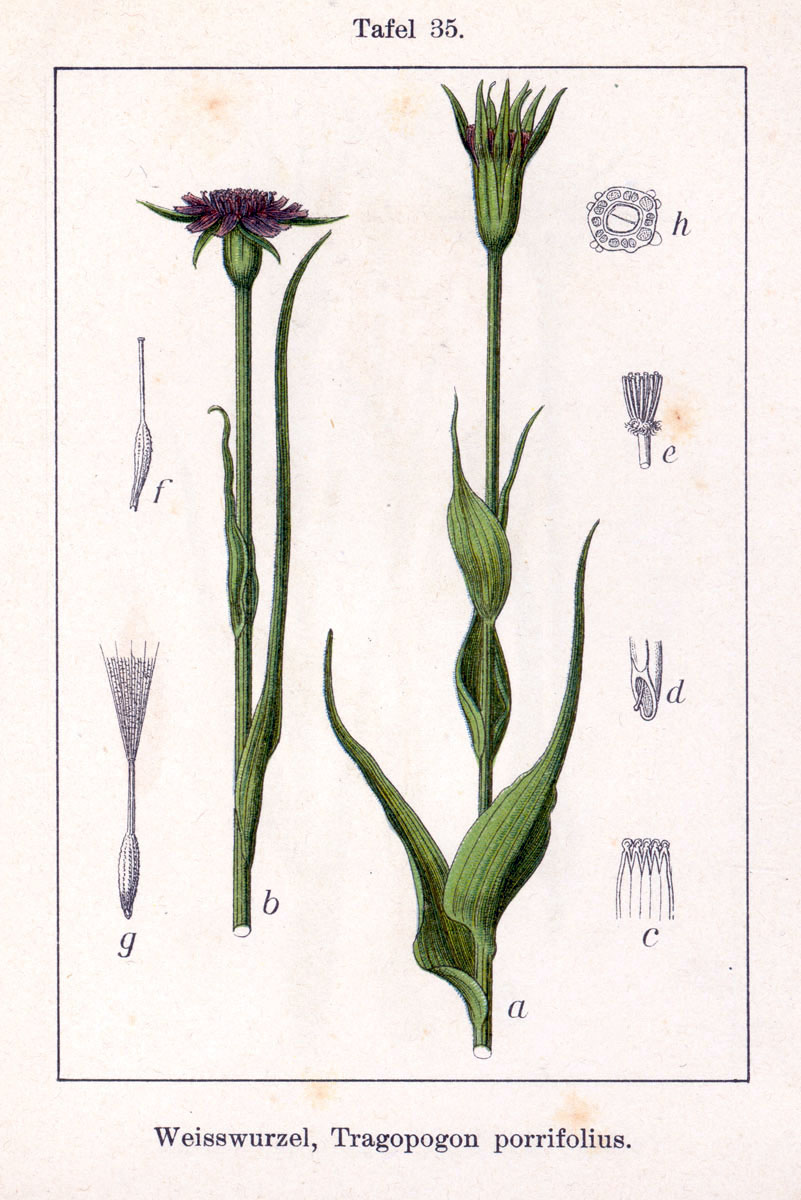
Illustration von Tragopogon porrifolius

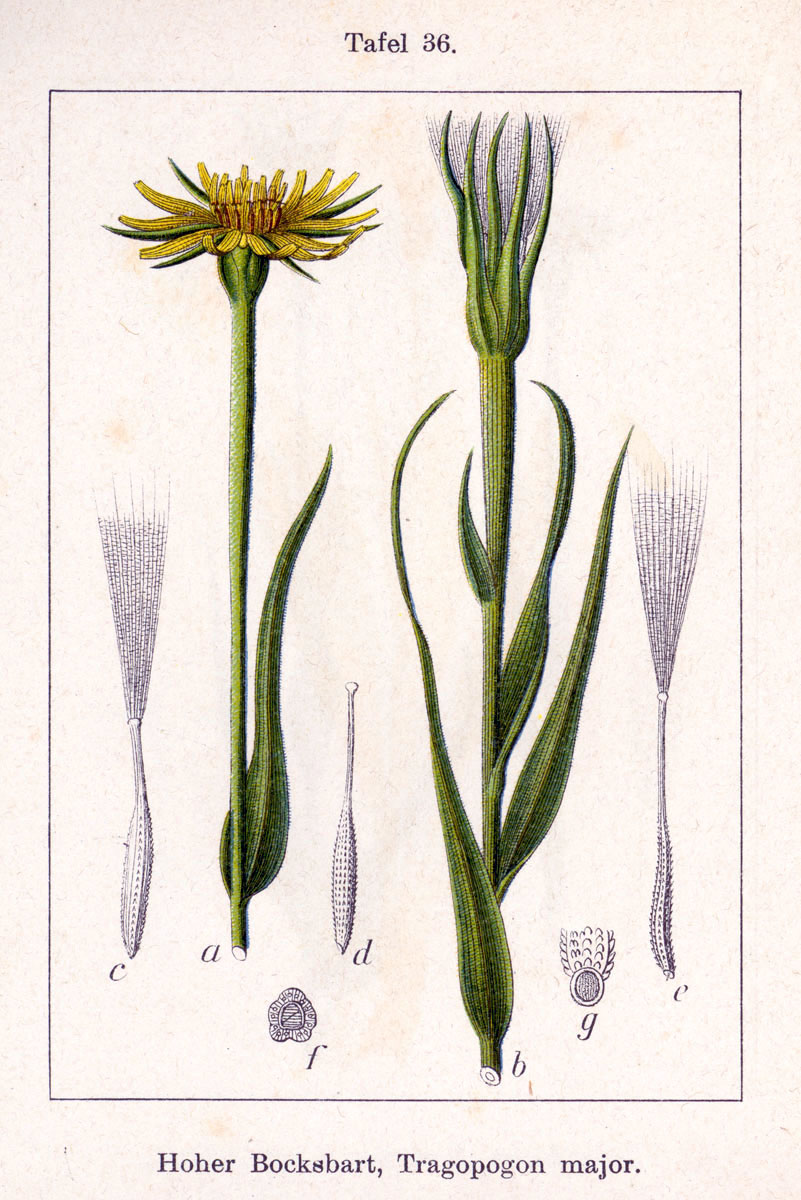
Illustration des Großen Bocksbarts (Tragopogon dubius)

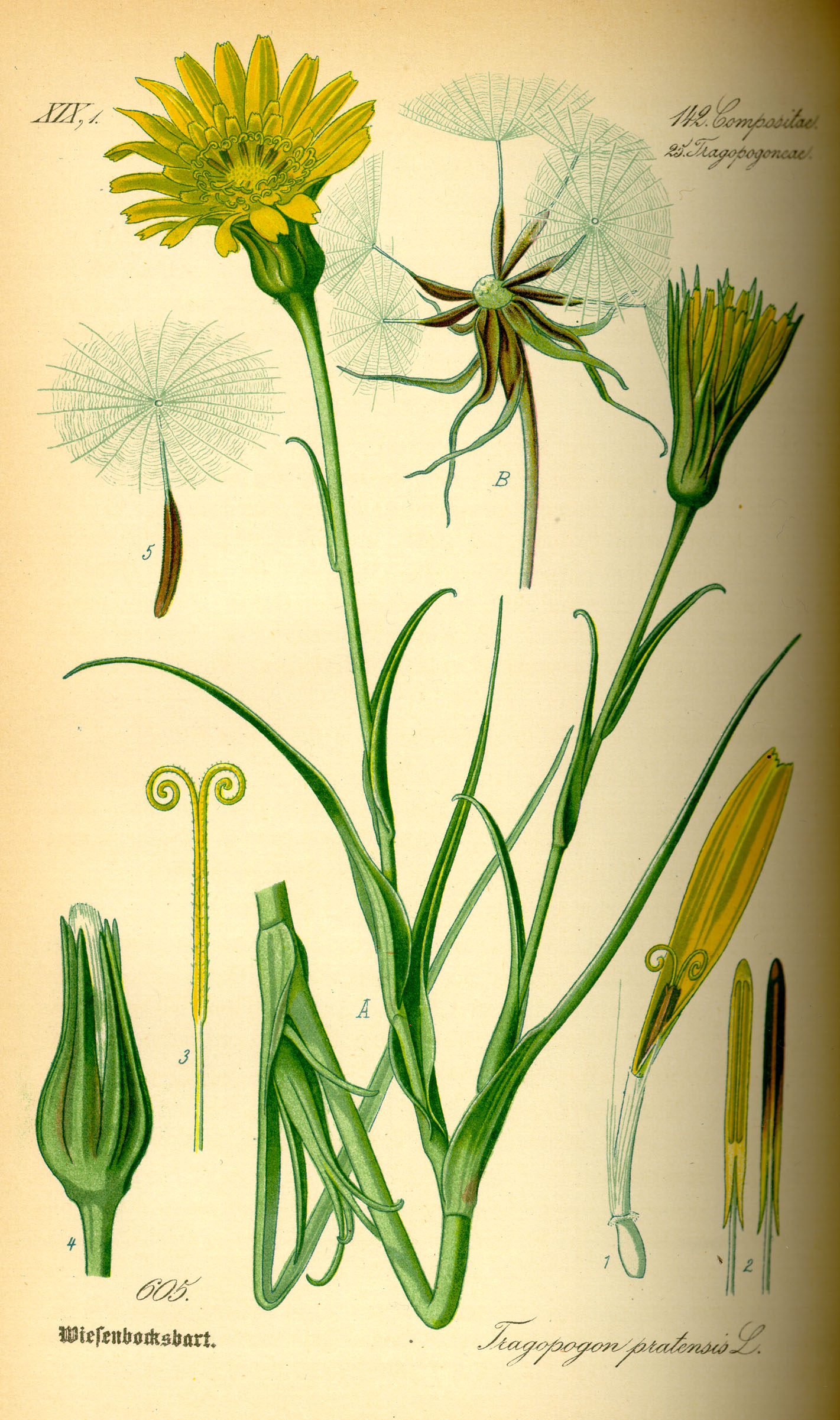
Illustration des Wiesen-Bocksbarts (Tragopogon pratensis)

### Vegetative Merkmale
Die Tragopogon-Arten sind selten ein-, meist zweijährige bis manchmal ausdauernde krautige Pflanzen, die Wuchshöhen von 15 bis meist 50 bis 150 Zentimetern erreichen. Sie bilden oft starke Pfahlwurzeln. Es ist Milchsaft vorhanden. Die Stängel sind meist, besonders im unteren Bereich, wenig verzweigt und kahl bis wollig behaart.
Die in grundständigen Rosetten und wechselständig am Stängel verteilt angeordneten Laubblätter sind sitzend. Die einfachen Blattspreiten sind ganzrandig und oft mit grasartiger, linealischer oder linealisch-lanzettlicher bis länglicher Form. Der Blattrand ist glatt oder gewellt. Es ist eine auffallende Mittelrippe erkennbar.

### Generative Merkmale
Der relativ lange Blütenstandsschaft ist unbeblättert und manchmal aufgeblasen. Die Blütenkörbe stehen einzeln an den Zweigenden und schließen sich meist in der zweiten Tageshälfte. Die kahle bis wollig behaarte Korbhülle Involukrum ist im knospigen Zustand zylindrisch, urnenförmig bis schmal-kegelförmig; während die Blüten geöffnet sind, ist es mehr oder weniger glockenförmig mit Durchmessern von meist 10 bis über 20 Millimetern. Die gleich großen meist 8 bis 12 (5 bis 16) in einer Reihe angeordneten Hüllblätter sind dreieckig, länglich oder linealisch bis lanzettlich mit spitzem oberen Ende; sie sind während der Fruchtzeit zurückgebogen. Der Korbboden ist flach bis konvex. Es sind keine Spreublätter vorhanden. Die Pollenkörner sind echinolophat und tricolporat.
In den Blütenkörben sind nur Zungenblüten vorhanden; sie enthalten 20 bis 30 bis 50 bis 180 (oder mehr) Zungenblüten in einer Reihe oder selten zwei Reihen angeordnet. Die Blütenkronen sind gelb bis bronze- oder purpurfarben.
Die Achänen stehen zu einem mit Durchmessern von 4 bis 5 Zentimetern Kugel zusammen. Die Achänen sind bei einer Länge von 2,5 bis 3 (0,9 bis 5,5) Zentimetern zylindrisch oder mehr oder weniger spindelförmig mit fünf oder zehn Rippen. Die dunkel- bis hellbraunen Achänen bestehen bei den meisten Arten aus einem fruchttragenden Körper und einem gedrungenen, mehr oder minder langen dünnen Schnabel. Der große Pappus (Haarkranz) besteht aus 0,6 bis 4 Zentimeter langen, leicht gefransten, im unteren Bereich fedrigen und im oberen Bereich schuppigen, oder robusten weißen, schmutzig-weißen, gelblichen bis bräunlichen Borsten.
Die Chromosomengrundzahl beträgt x = 6. Es wurde Diploidie, Tetraploidie sowie Hexaploidie ermittelt.

## Ökologie
Der Pappus dient als Flugfallschirm.

## Systematik und Verbreitung
Die Gattung Tragopogon wurde 1753 durch Carl von Linné in Species Plantarum, Tomus 2, Seite 789 und 1754 in Genera Plantarum, 5. Auflage, Seite 346 aufgestellt. Der Gattungsname Tragopogon setzt sich aus den altgriechischen Wörtern τράγος = tragos für „Geißbock“ und πώγων = pogon für „Bart“ zusammen und bezieht sich auf die Form des Pappus. Der Wiesen-Bocksbart wurde bereits früher als Bocksbart (mittelhochdeutsch bockes bart) und gleichbedeutend lateinisch Barba hircina bezeichnet. Als Lectotypus der Gattung wurde Tragopogon porrifolius L. festgelegt.
Die Gattung Tragopogon gehört zur Subtribus Scorzonerinae aus der Tribus Cichorieae in der Unterfamilie Cichorioideae innerhalb der Familie Asteraceae (Asteraceae). Die Monophylie der Gattung Tragopogon ist auch durch viele molekulargenetische Untersuchungen gesichert. Die monotypische Gattung Geropogon L. mit der einzigen Art Geropogon hybridus (L.) Sch.Bip., die auch bei manchen Autoren zur Gattung Tragopogon ist diese Schwestergattung.
Die etwa 150 Tragopogon-Arten sind in der „Alten Welt“ von weiten Teilen Europas und dem gemäßigten Asien vom Atlantischen bis zum Pazifischen Ozean und in Nordafrika weitverbreitet. Das Zentrum der Artenvielfalt reicht von Osteuropa bis Westasien. Einige Arten sind schon lange Neophyten beispielsweise in Nordamerika, dort neigen wenige Arten zur Bildung von Hybriden. Die klare Unterscheidung der Arten ist oft schwierig.

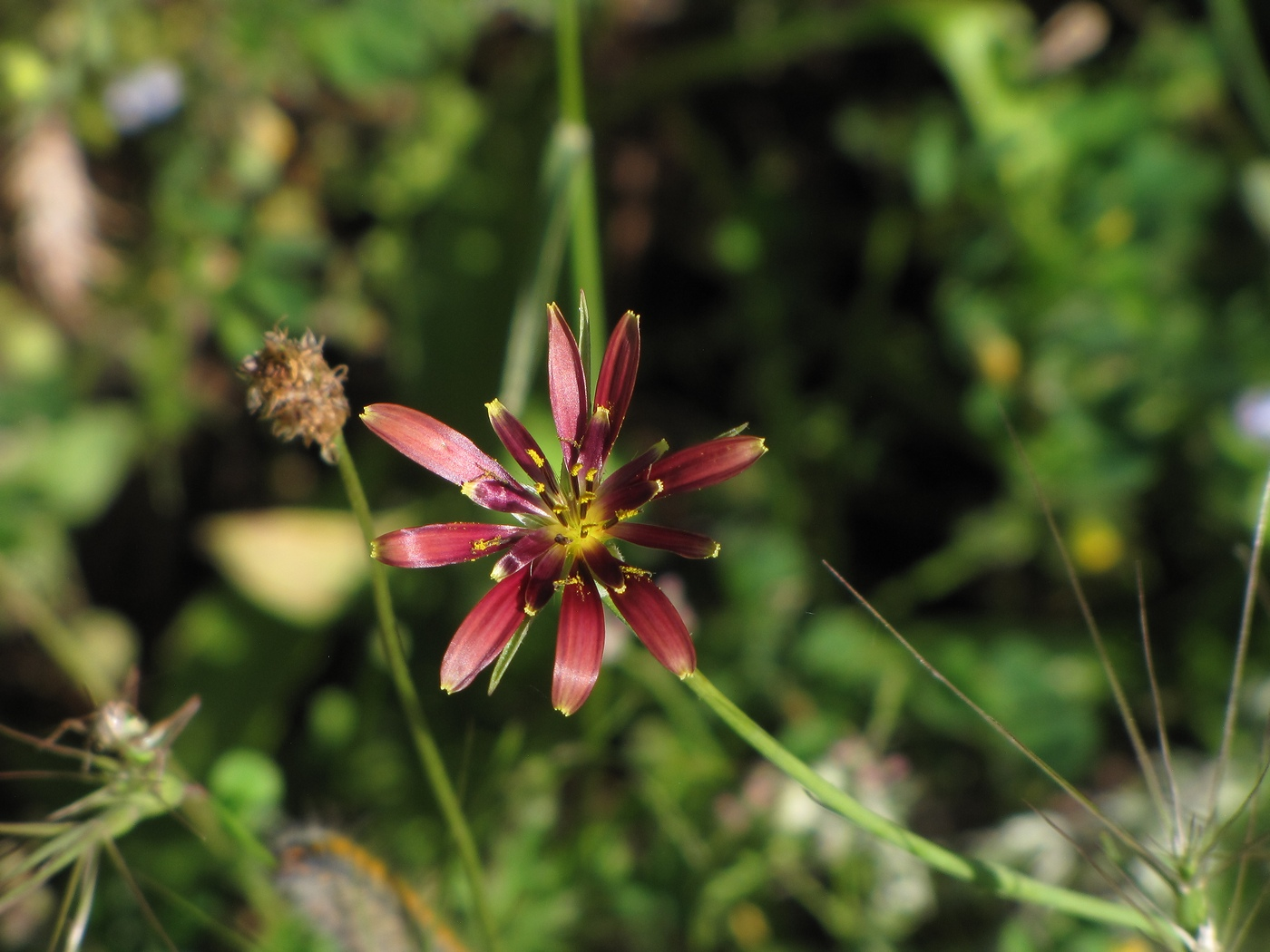
Blütenkorb von Tragopogon balcanicus

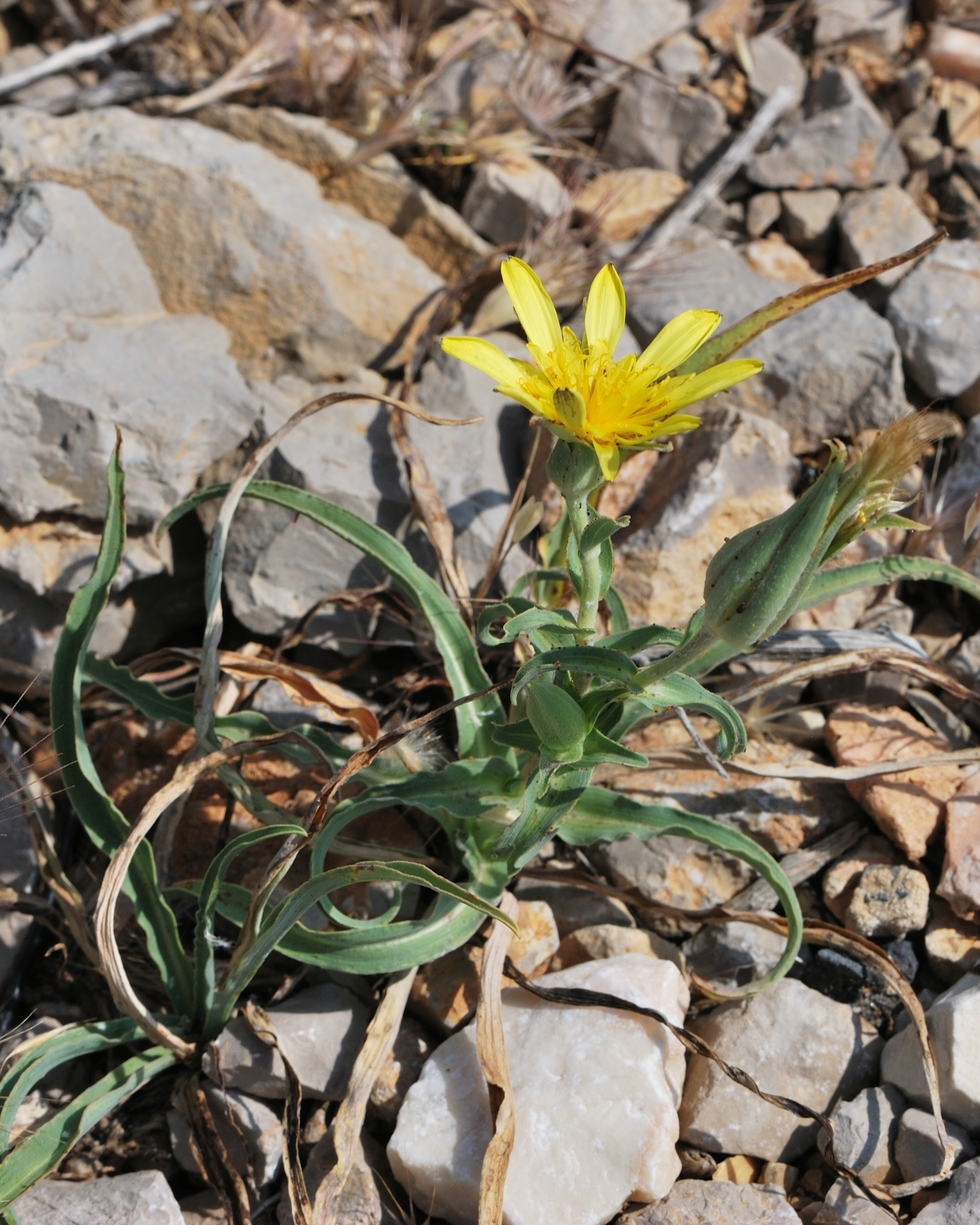
Habitus, Laubblätter und Blütenkorb von Tragopogon buphthalmoides

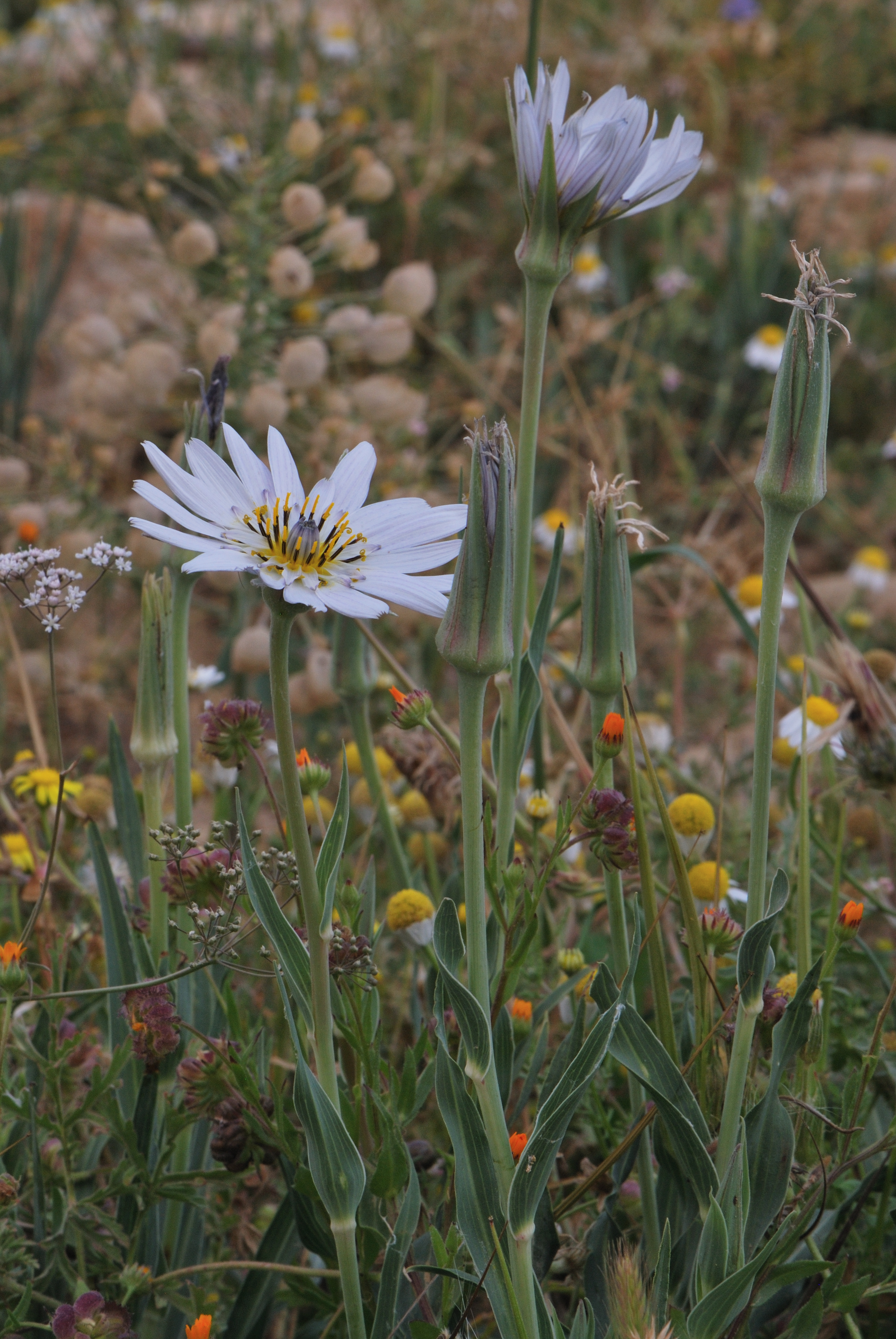
Tragopogon collinus

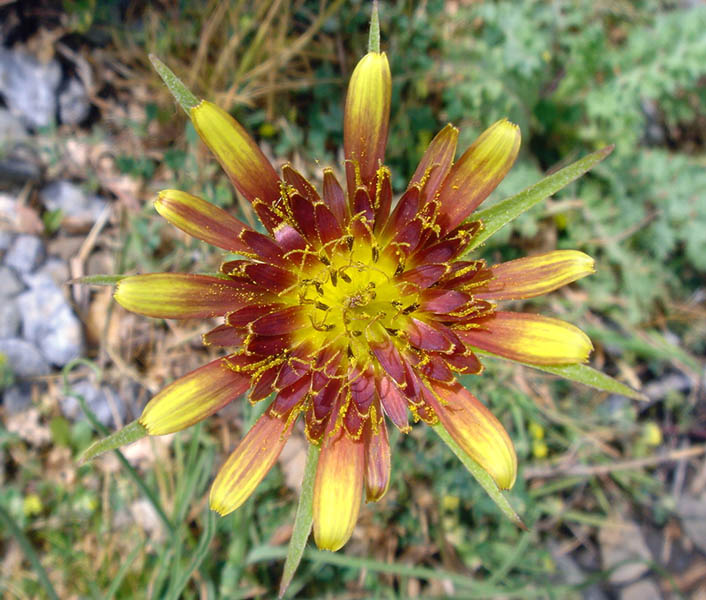
Tragopogon crocifolius

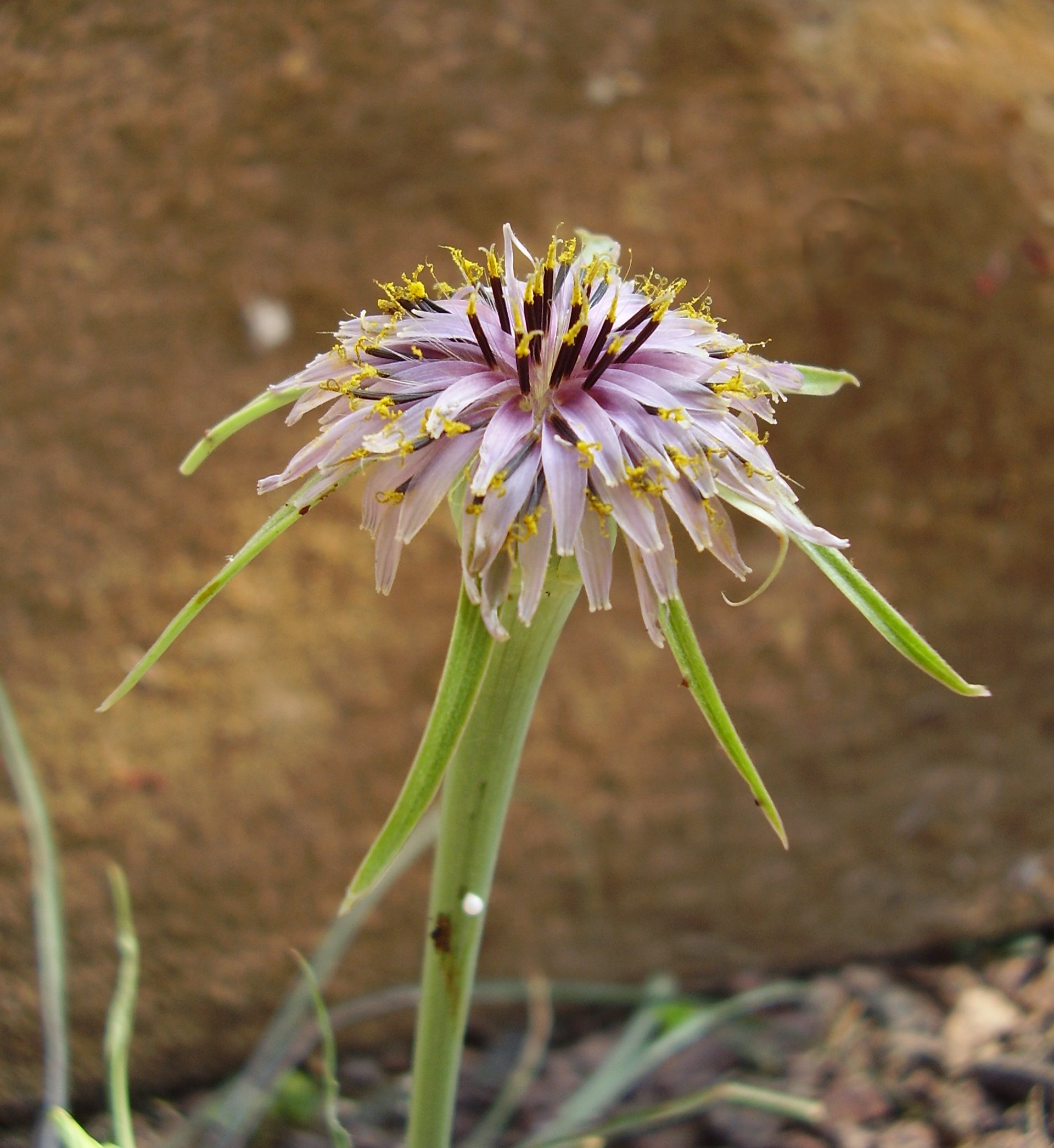
Blütenkorb von Tragopogon coelesyriacus

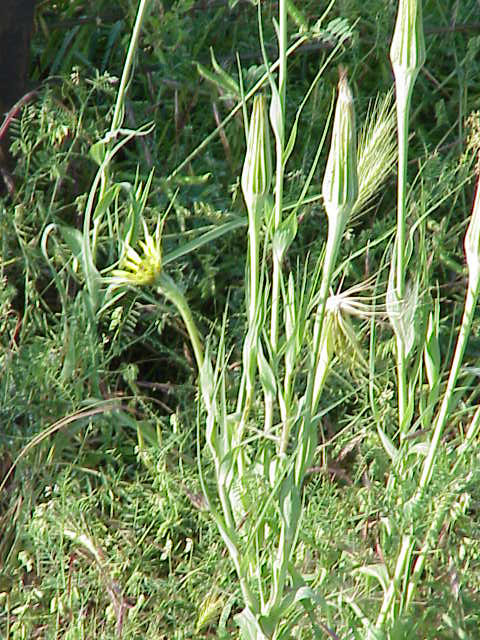
Großer Bocksbart (Tragopogon dubius)

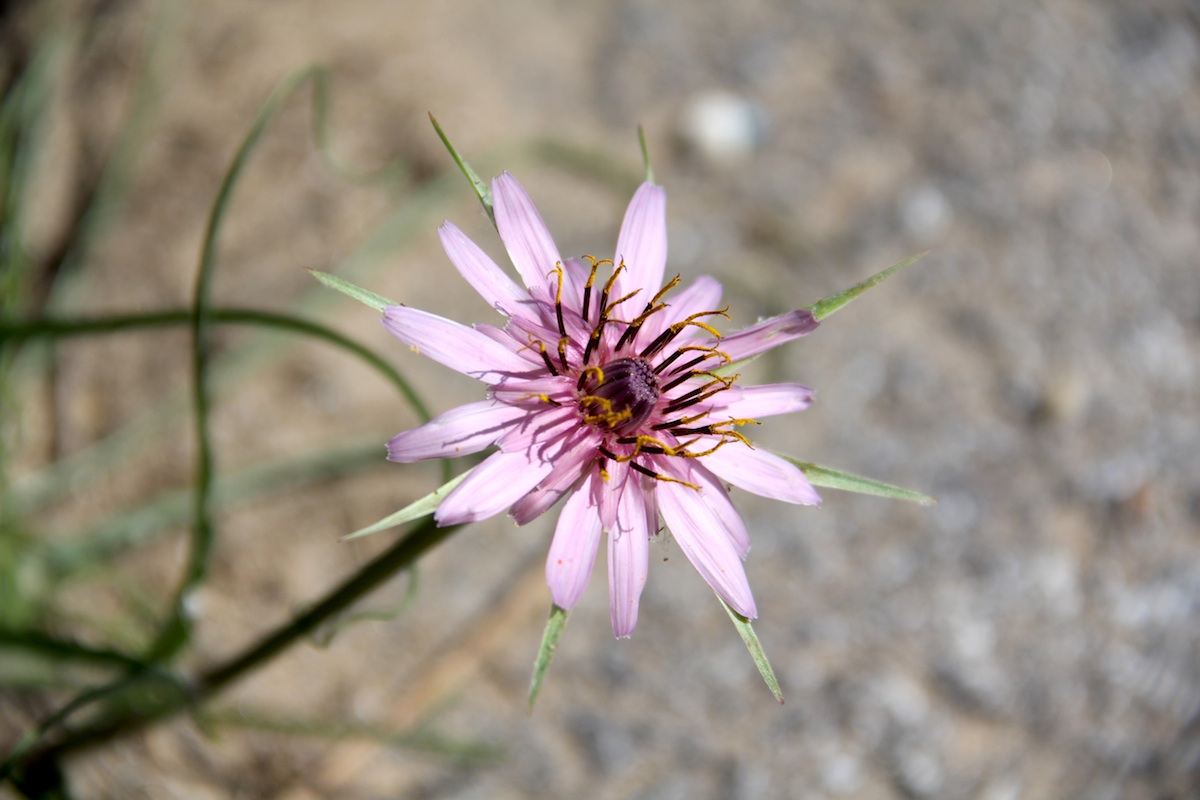
Tragopogon porrifolius subsp. eriospermus

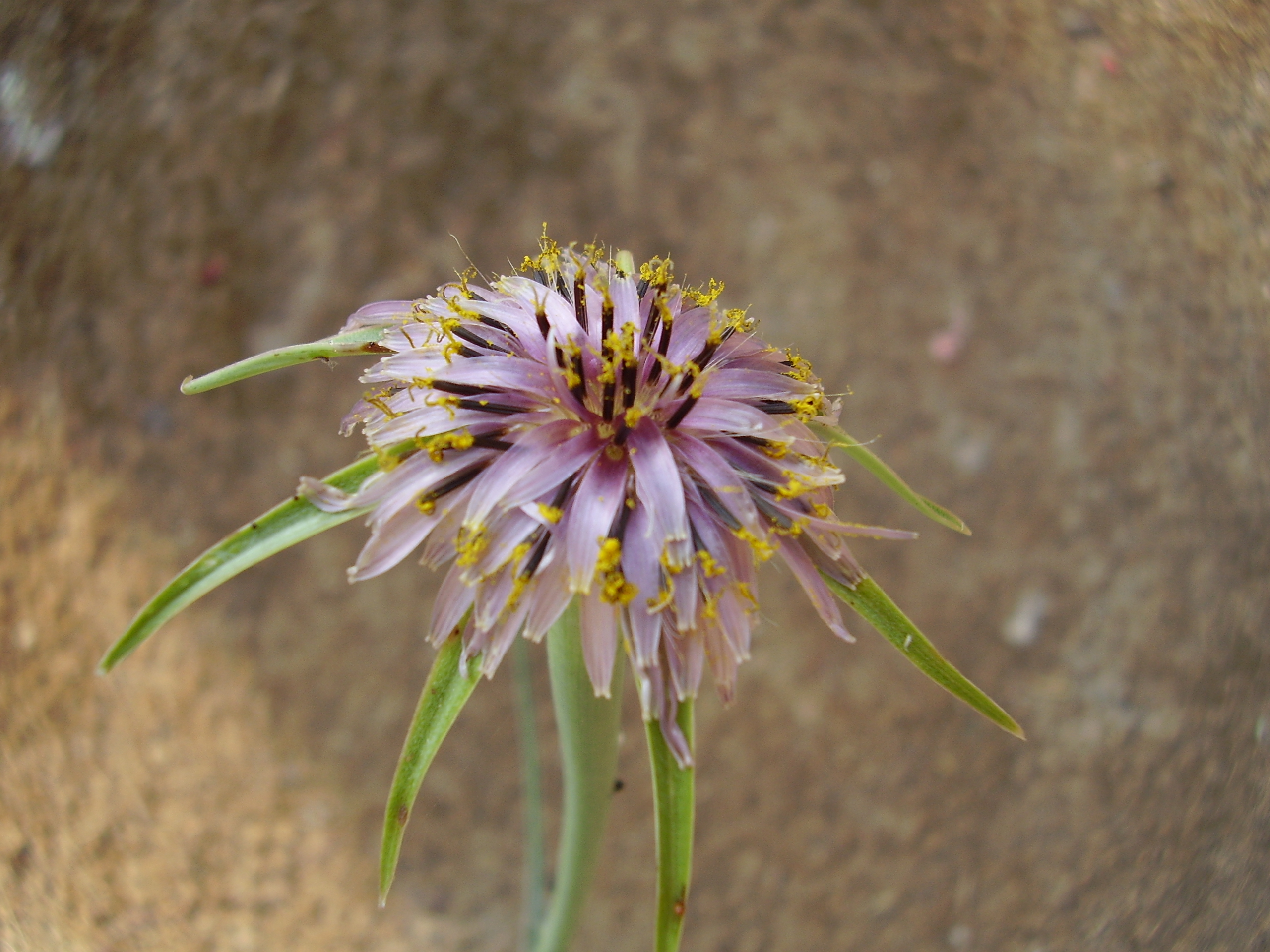
Tragopogon porrifolius subsp. longirostris

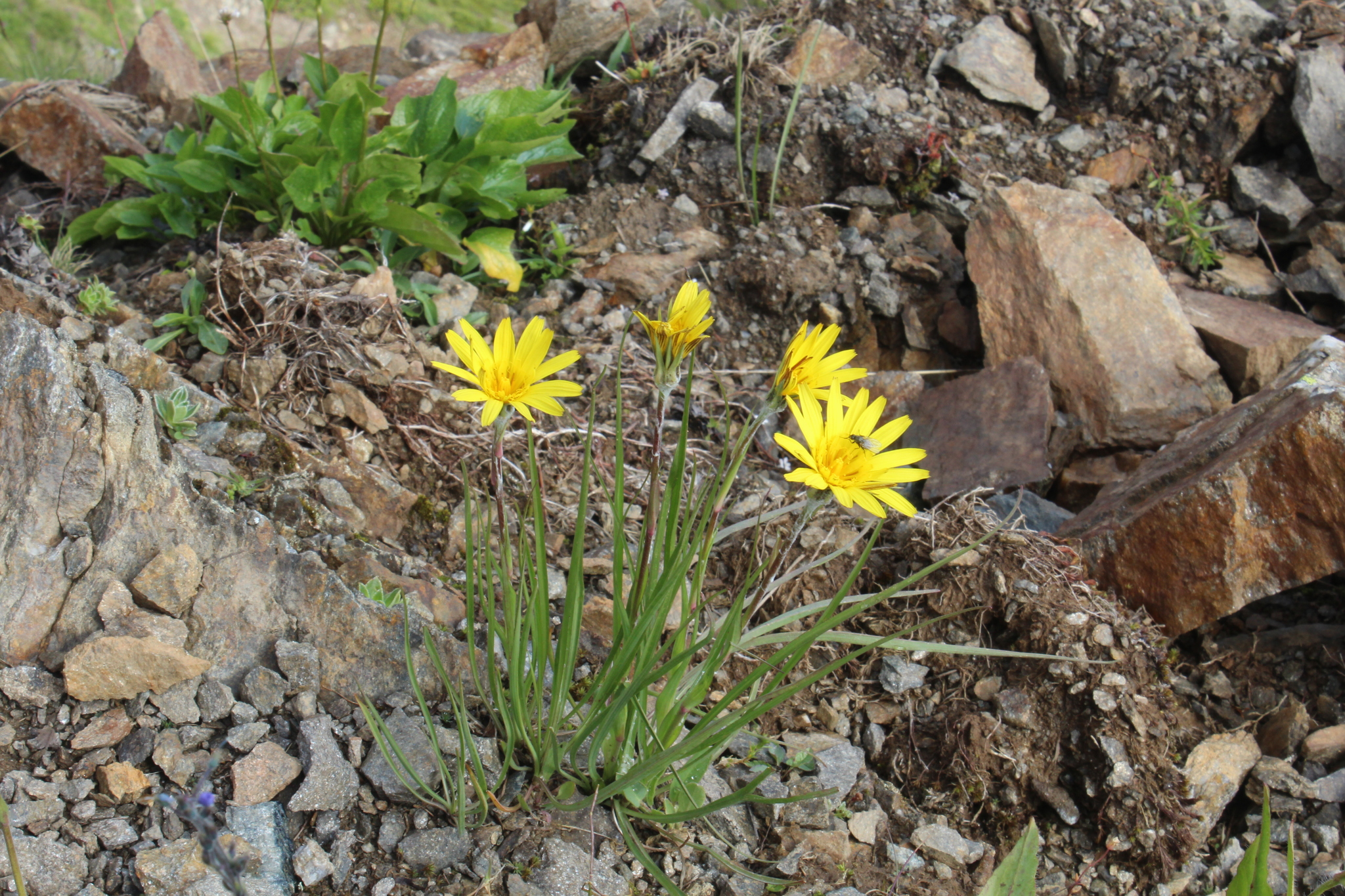
Habitus, Laubblätter und Blütenkorb von Tragopogon reticulatus

Es gibt etwa 150 Arten in der Gattung Bocksbärte (Tragopogon) (Auswahl):
- Tragopogon acanthocarpus Boiss.: Sie kommt von Nachitschewan über Armenien sowie Aserbaidschan bis zum Iran vor.[10]
- Tragopogon albinervis Freyn & Sint.: Sie kommt im asiatischen Teil der Türkei vor.[10]
- Tragopogon altaicus S.A.Nikitin & Schischkin: Sie kommt in Russland, in der Mongolei, in Kasachstan und in Xinjiang vor.[2]
- Tragopogon anatolicus A.Duran & al.: Sie wurde 2014 aus dem asiatischen Teil der Türkei erstbeschrieben.[10]
- Tragopogon angustifolius Willd.: Sie kommt in Marokko, Spanien, Andorra, Frankreich und Italien vor.[10]
- Tragopogon armeniacus Kuth.: Sie kommt nur in Armenien vor.[10]
- Tragopogon artvinensis Makbul, Gültepe & Coşkunç.: Sie wurde 2016 aus dem asiatischen Teil der Türkei erstbeschrieben.[10]
- Tragopogon aureus Boiss.: Sie kommt im asiatischen Teil der Türkei vor.[10]
- Tragopogon balcanicus Velen.: Sie kommt in Kroatien, Serbien, Bosnien und Herzegowina, Montenegro, Albanien, Bulgarien, Rumänien, Nordmazedonien, Griechenland sowie im europäischen Teil der Türkei vor.[10]
- Tragopogon bjelorussicus Artemczuk: Sie kommt in Belarus und in der Ukraine vor.[10]
- Tragopogon bombycinus Gredilla: Sie kommt in Spanien vor.[10]
- Tragopogon borystenicus Artemczuk: Sie kommt in Rumänien und in der Ukraine vor.[10]
- Tragopogon brevirostris DC.: Sie kommt im Kaukasusraum, in Georgien und in Aserbaidschan vor.[10]
- Tragopogon buphthalmoides (DC.) Boiss. (Syn.: Tragopogon palaestinus Boiss., Tragopogon persicus Boiss., Tragopogon plantagineus Boiss. & A.Huet, Tragopogon tasch-kala Kuth.): Sie kommt im asiatischen Teil der Türkei, im Nahen Osten und im Kaukasusraum vor.[10][10]
- Tragopogon capitatus S.A.Nikitin: Sie kommt in Kasachstan, Kirgisistan, Usbekistan, Tadschikistan, Turkmenistan und in Xinjiang vor.[2]
- Tragopogon castellanus Leresche & Levier: Sie kommt in Spanien vor.[10]
- Tragopogon cazorlanus C.Díaz & Blanca: Sie wurde 2004 aus Spanien erstbeschrieben.[10]
- Tragopogon charadzeae Kuth.: Sie kommt nur in Georgien vor.[10]
- Tragopogon colchicus Albov: Sie kommt nur in Georgien vor.[10]
- Tragopogon collinus DC.: Sie kommt im Nahen Osten und im Kaukasusraum vor.[10]
- Tragopogon coloratus C.A.Mey.: Sie kommt im asiatischen Teil der Türkei und im Kaukasusraum vor.[10]
- Tragopogon cretaceus S.A.Nikitin: Sie kommt im europäischen Teil Russlands vor.[10]
- Tragopogon crocifolius L.: Sie kommt in Marokko, Algerien, Spanien, Portugal, Frankreich, Italien und auf Sizilien vor.[10]
- Tragopogon dasyrhynchus Artemczuk: Sie kommt im europäischen Teil Russlands, im Kaukasusraum, in der Ukraine und auf der Krim vor.[10]
- Tragopogon dshimilensis K.Koch: Sie kommt im asiatischen Teil der Türkei vor.[10]
- Großer Bocksbart (Tragopogon dubius Scop., Syn.: Tragopogon dubius subsp. campestris (Besser) Hayek, Tragopogon major Jacq.): Es kommt von Europa über das westliche Russland bis Kasachstan und Xinjiang verbreitet.[10][2][1] In weiten Gebieten Nordamerikas ist er ein Neophyt.[1]
- Tragopogon elatior Steven: Sie kommt wohl nur auf der Krim vor.[10]
- Tragopogon elongatus S.A.Nikitin: Sie kommt in Kasachstan, Kirgisistan, Xinjiang und Qinghai vor.[2]
- Tragopogon fibrosus Freyn & Sint.: Sie kommt im asiatischen Teil der Türkei vor.[10]
- Tragopogon filifolius Boiss.: Sie kommt im Kaukasusraum, in Georgien, Aserbaidschan und Armenien vor.[10]
- Tragopogon floccosus Waldst. & Kit.: Sie kommt in Ungarn, Serbien, Rumänien, Bulgarien und in der Ukraine vor.[10]
- Tragopogon gorskianus Rchb. f.: Dieser Endemit kommt nur in Litauen vor.[10]
- Tragopogon gracilis D.Don: Sie kommt in Kasachstan, Kirgisistan, Tadschikistan, Usbekistan, Afghanistan, im nördlichen Indien, in Nepal, Tibet und Xinjiang vor.[2]
- Tragopogon graminifolius DC.: Sie kommt in Rumänien, im asiatischen Teil der Türkei und im Kaukasusraum vor.[10]
- Tragopogon heteropappus C.H.An: Die Erstbeschreibung erfolgte 1999. Über diese Art ist wenig bekannt; sie gedeiht in der Halbwüste an steinigen Standorten in Höhenlagen von 1000 bis 1300 Metern nur im chinesischen Xinjiang.[2]
- Tragopogon heterospermus Schweigg.: Es gibt Fundorte in Lettland, Litauen und Kaliningrad.[10]
- Tragopogon idae Kuth.: Sie kommt nur in Armenien vor.[10]
- Tragopogon karjaginii Kuth.: Sie kommt nur in Aserbaidschan vor.[10]
- Tragopogon kasachstanicus S.A.Nikitin: Sie kommt in Kasachstan, Kirgisistan sowie Xinjiang vor.[2]
- Tragopogon kemulariae Kuth.: Sie kommt im Kaukasusraum vor.[10]
- Tragopogon ketzkhovelii Kuth.: Sie kommt in Armenien und Georgien vor.[10]
- Tragopogon kindingeri Adamović: Dieser Endemit kommt nur in Nordmazedonien vor.[10]
- Tragopogon lainzii Suár.-Sant. & al.: Sie kommt in Spanien vor.[10]
- Tragopogon lassithicus Rech. f.: Dieser Endemit kommt nur auf Kreta vor.[10]
- Tragopogon latifolius Boiss.: Sie kommt im asiatischen Teil der Türkei, in Armenien und in Nachitschewan vor.[10]
- Tragopogon longifolius Boiss. (Syn.: Tragopogon brevirostris subsp. longifolius (Boiss.) I.Richardso): Sie kommt in Griechenland vor.[10]
- Tragopogon macropogon C.A.Mey.: Sie kommt nur in Aserbaidschan vor.[10]
- Tragopogon makaschwilii Kuth.: Sie kommt nur in Georgien vor.[10]
- Tragopogon marginatus Boiss. & Buhse (Syn.: Tragopogon flexuosus Grossh.): Sie kommt im Kaukasusraum vor.[10]
- Tragopogon marginifolius N.Pavlov (Syn.: Tragopogon gonocarpus S.A.Nikitin): Sie kommt im europäischen Teil Russlands, in Kasachstan, Kirgisistan, Usbekistan und Xinjiang vor.[2][10]
- Tragopogon meskheticus Kuth.: Sie kommt nur in Georgien vor.[10]
- Tragopogon mirus Ownbey: Sie gedeiht an gestörten Standorten in Höhenlagen von 700 bis 800 Metern in den US-Bundesstaaten Arizona, Idaho und Washington vor.[1]
- Tragopogon miscellus Ownbey: Sie gedeiht an gestörten Standorten in Höhenlagen von 700 bis 800 Metern in den US-Bundesstaaten Arizona, Idaho, Washington und Wyoming vor.[1]
- Tragopogon montanus S.A.Nikitin: Sie kommt in Südwestasien, Russland, Kasachstan, Kirgisistan, Tadschikistan, Usbekistan und Xinjiang vor.[2]
- Tragopogon oligolepis Hartvig & Strid: Sie wurde 1987 aus dem asiatischen Teil der Türkei erstbeschrieben.[10]
- Tragopogon olympicus Boiss.: Sie kommt im asiatischen Teil der Türkei vor.[10]
- Tragopogon otschiaurii Kuth.: Sie kommt nur in Georgien vor.[10]
- Tragopogon pichleri Boiss.: Sie kommt im asiatischen Teil der Türkei und auf Inseln der Ägäis vor.[10]
- Tragopogon podolicus (DC.) S.A.Nikitin (Syn.: Tragopogon artemczukii Klokov, Tragopogon brevirostris var. podolicus DC., Tragopogon brevirostris subsp. podolicus (DC.) C.Regel, Tragopogon brevirostris var. volgensis S.A.Nikitin, Tragopogon brevirostris subsp. volgensis (S.A.Nikitin) C.Regel, Tragopogon leiorhynchus Klokov, Tragopogon volgensis (S.A.Nikitin) S.A.Nikitin, Tragopogon stepposus (S.A.Nikitin) Stankov,[2] Tragopogon podolicus subsp. stepposus S.A.Nikitin): Sie ist in Rumänien, Moldawien, Belarus, im östlichen europäischen und im westlichen asiatischen Russlands, in der Ukraine, in Kasachstan und Xinjiang verbreitet.[10]
- Haferwurzel (Tragopogon porrifolius L., Syn.: Tragopogon sinuatus Avé-Lall., Tragopogon porrifolius subsp. australis (Jord.) Nyman) Sie kommt in Europa und Nordafrika vor.[10] In weiten Gebieten Nordamerikas, in Hawaii und Australien ist er ein Neophyt.[1]
  - Tragopogon porrifolius subsp. cupanii (DC.) I.Richardson (Syn.: Tragopogon cupanii DC.): Sie kommt nur in Italien, Sizilien und Malta vor.[10]
  - Tragopogon porrifolius subsp. eriospermus (Ten.) Greuter (Syn.: Tragopogon sinuatus auct. non Avé-Lall., Tragopogon porrifolius subsp. australis auct. non (Jord.) Nyman, Tragopogon eriospermus Ten., Tragopogon brachyphyllus (Boiss.) Gand., Tragopogon porrifolius var. brachyphyllus Boiss.): Sie kommt von Italien, auf Korsika, Sizilien, Malta, im ehemaligen Jugoslawien, Griechenland und auf Inseln der Ägäis sowie in der Türkei vor.[10]
  - Tragopogon porrifolius subsp. macrocephalus Batt.: Sie kommt in Algerien und Marokko vor.[10]
  - Tragopogon porrifolius subsp. longirostris (Sch. Bip.) Greuter (Syn.: Tragopogon longirostris Bisch. ex Sch. Bip., Tragopogon krascheninnikovii S.A.Nikitin, Tragopogon coelesyriacus Boiss.): Sie kommt auf Kreta, Zypern, in der Türkei, im Iran, Irak, Israel, Jordanien, Libanon, Syrien, in Afghanistan und in Turkmenistan vor.[10][9]
  - Tragopogon porrifolius L. subsp. porrifolius: Sie kommt in Westeuropa, Rumänien und Nordafrika vor.[10]
- Wiesen-Bocksbart (Tragopogon pratensis L.):[10] In weiten Gebieten Nordamerikas, in Hawaii und Australien ist er ein Neophyt.[1]
  - Tragopogon pratensis subsp. hayekii (Soó) Ciocîrlan (Syn.: Tragopogon orientalis subsp. hayekii Soó, Tragopogon hayekii (Soó) I.Richardson, Tragopogon transsilvanicus Hayek non Schur): Sie kommt in Rumänien, Nordmazedonien und Griechenland vor.[10]
  - Tragopogon pratensis subsp. leiocarpus (Trnka) Greuter (Syn.: Tragopogon leiocarpos Saut. nom. illeg., Tragopogon grandiflorus Saut., Tragopogon pratensis subsp. grandiflorus (Saut.) H.P.Fuchs non Döll): Sie kommt von Deutschland über Österreich bis Tschechien und vielleicht in der Slowakei vor.[10]
  - Tragopogon pratensis subsp. minor (Mill.) Hartm. (Syn.: Tragopogon minor Mill.): Sie ist von Süd- über Mittel- bis Nordeuropa verbreitet.[10]
  - Tragopogon pratensis subsp. orientalis (L.) Čelak. (Syn.: Tragopogon orientalis L., Tragopogon melanantherus Klokov, Tragopogon moldavicus Klokov, Tragopogon rumelicus Velen., Tragopogon transcarpaticus Klokov, Tragopogon xanthantherus Klokov): Es gibt Fundortangaben für Spanien, Andorra, Frankreich, Monaco, Italien, die Schweiz, Liechtenstein, Österreich, Deutschland, Belgien, Luxemburg, die Niederlande, Tschechien, Polen, Lettland, Litauen, Belarus, Bosnien und Herzegowina, Bulgarien, Kroatien, Ungarn, Moldawien, Serbien, den Kosovo, die Slowakei, Slowenien, Albanien, Montenegro, Nordmazedonien, Griechenland, Rumänien, Russland, Nordkaukasien und die Ukraine.[10]
  - Tragopogon pratensis L. subsp. pratensis: Sie ist in weiten Teilen Europas und in der Türkei verbreitet.[10]
- Tragopogon pseudocastellanus Blanca & C.Díaz: Sie kommt in Spanien vor.[10]
- Tragopogon pseudomajor S.A.Nikitin: Sie kommt in Kasachstan, Kirgisistan, Tadschikistan, Usbekistan und in Xinjiang vor.[2]
- Tragopogon pterocarpus DC. (Syn.: Tragopogon nachitschevanicus Kuth.): Sie kommt im asiatischen Teil der Türkei, im Nahen Osten und im Kaukasusraum vor.[10]
- Tragopogon pterodes Petrović: Sie kommt in Serbien, Bulgarien, Nordmazedonien, Griechenland und in der Türkei vor.[10]
- Tragopogon pusillus M.Bieb.: Sie kommt in der Türkei, in Aserbaidschan, in Armenien, Georgien, im Kaukasusraum und in der Ukraine vor.[10]
- Tragopogon reticulatus Boiss. & A.Huet: Sie kommt im asiatischen Teil der Türkei und im Kaukasusraum vor.[10]
- Tragopogon ruber S.G.Gmelin[2] (Syn.: Tragopogon kasahstanicus S.A.Nikitin[2]): Sie kommt im südlichen europäischen Russland, in Kasachstan und in Xinjiang vor.[10]
- Tragopogon ruthenicus Krasch. & S.A.Nikitin: Sie kommt im europäischen Russland und Kasachstan vor.[10]
- Tragopogon sabulosus Krascheninnikov & S.A.Nikitin: Sie kommt in südlichen-zentralen Russland, Kasachstan und Xinjiang vor.[2]
- Tragopogon samaritanii Boiss. (Syn.: Tragopogon crocifolius subsp. samaritanii (Boiss.) I.Richardson): Sie kommt in Marokko, Italien, Kroatien, Bulgarien, Albanien, Mazedonien und Griechenland vor.[10]
- Tragopogon segetum Kuth.: Sie kommt nur in Armenien vor.[10]
- Tragopogon serotinus Sosn.: Sie kommt in Armenien, Georgien und Aserbaidschan vor.[10]
- Tragopogon sibiricus Ganeschin: Sie kommt im europäischen und asiatischen Teil Russlands und in Xinjiang vor.[2][10]
- Tragopogon soltisiorum Mavrodiev: Sie kommt im südlichen Teil des europäischen Russlands vor.[10]
- Tragopogon songoricus S.A.Nikitin: Sie kommt in Russland, in der Mongolei, in Kasachstan und in Xinjiang vor.[2]
- Tragopogon sosnowskyi Kuth.: Sie kommt in Armenien und in Aserbaidschan vor.[10]
- Tragopogon stribrnyi Hayek: Sie kommt nur in Bulgarien vor.[10]
- Tragopogon subacaulis O.Schwarz: Sie kommt im asiatischen Teil der Türkei vor.[10]
- Tragopogon subalpinus S.A.Nikitin: Sie kommt in Kasachstan, Kirgisistan und Xinjiang vor.[2]
- Tragopogon tanaiticus Artemczuk (Syn.: Tragopogon donetzicus Artemczuk, Tragopogon ruthenicus subsp. tanaiticus (Artemczuk) C.Regel, Tragopogon ruthenicus subsp. donetzicus (Artemczuk) I.Richardson): Sie kommt in der Ukraine und im europäischen Teil Russlands vor.[10]
- Tragopogon tommasinii Sch.Bip.: Sie kommt in Italien, Slowenien, Kroatien, Serbien, Bosnien und Herzegowina, Montenegro, Bulgarien, Albanien und Griechenland vor.[10]
- Tragopogon tuberosus K.Koch: Sie kommt in Aserbaidschan, Armenien, Georgien und im Kaukasusraum vor.[10]
- Tragopogon turcicus Coşkunç., Gültepe & Makbul: Sie wurde 2015 aus dem asiatischen Teil der Türkei erstbeschrieben.[10]
- Tragopogon undulatus Jacq.: Dieser Endemit kommt nur auf der Krim vor.[10]
- Tragopogon vaginatus Ownbey & Rech. f.: Sie wurde 1977 aus dem asiatischen Teil der Türkei erstbeschrieben.[10]
- Tragopogon vanensis Gültepe, Coşkunç. & Makbul: Sie wurde 2016 aus dem asiatischen Teil der Türkei erstbeschrieben.[10]
- Tragopogon verrucosobracteatus C.H.An: Die Erstbeschreibung erfolgte 1999. Über diese Art ist wenig bekannt; sie gedeiht in der Halbwüste an steinigen Standorten in Höhenlagen von etwa 500 Metern nur im chinesischen Xinjiang.[2]